# 19時30分 (ポーランド報道番組)
19時30分（じゅうくじさんじゅっぷん、ポーランド語: 19.30）は、ポーランド・テレビが制作し、第1チャンネルTVP1で放送しているポーランドの主要報道番組。

## 概要
毎日19時30分（中央ヨーロッパ時間）に放送される。2023年12月21日に初放送され、2023年のポーランド・テレビ買収前に放送されていた『報道』の後継番組となった。
19時30分の司会者はマレク・チシュ。

## 歴史
12月21日、『報道』に代わる新番組が発表され、前番組と同じく19時30分から放送されることになった。新番組の名前は初回放送まで極秘にされることが発表され、イントロとテーマ音楽は買収前にすでに準備されていた。
午後7時30分、『19時30分』の初回放送がTVP1で放映された。